# Станівська сільська рада (Тростянецький район)
Станівська сільська́ ра́да — колишній орган місцевого самоврядування у Тростянецькому районі Сумської області. Адміністративний центр — село Станова.

## Загальні відомості
- Населення ради: 919 осіб (станом на 2001 рік)

## Населені пункти
Сільській раді підпорядковані населені пункти:
- с. Станова
- с. Оводівка
- с. Тучне

## Склад ради
Рада складається з 15 депутатів та голови.
- Голова ради: Дудник Юрій Олексійович
- Секретар ради: Манойленко Тетяна Миколаївна

### Керівний склад попередніх скликань
| Прізвище, ім'я, по батькові | Основні відомості                                                         | Дата обрання | Дата звільнення |
| --------------------------- | ------------------------------------------------------------------------- | ------------ | --------------- |
| Мосьпан Людмила Валеріївна  | Сільський голова, 1962 року народження, позапартійна                      | 26.03.2006   | 16.01.2007      |
| Дудник Юрій Олексійович     | Сільський голова, 1979 року народження, освіта вища, член Партії регіонів | 31.10.2010   |                 |

Примітка: таблиця складена за даними сайту Верховної Ради України